# 상주 조공제
상주 조공제(尙州 趙公堤)는 대한민국 경상북도 상주시 복룡동에 있는 조선시대의 저수지이다. 2002년 7월 15일 경상북도의 기념물 제140호로 지정되었다.

## 개요
조공제는 조병노(趙秉老) 목사(재임기간 1871년 9월∼1873년10월)가 재임 당시 치농(治農) 목적으로 쌓은 제방(길이 370m 높이 2.5m 폭5m)으로 밤나무로 이루어져 있다. 이 제방은 일찍부터 존재하여 율수(栗藪)라고 하였으며 임진왜란 때에는 정기룡 장군이 상주성 탈환시 군사를 숨겨 두었다가 도망가는 왜군을 섬멸하던 곳이기도 하다. 현재는 시내로 들어가는 폭 20m도로가 관통되어 손상되긴 했지만 더 이상 훼손해서는 안 되는 역사적인 곳이다.
제방 남쪽 끝에는 조공제비가 있는데, 비문의 내용을 보면 ".... 동편은 물길이 허하여 가둘 수 없음에 흙을 쌓고 나무를 키우게 하였다. .... 일꾼들에게 명하여 돌을 실어다 쌓도록하니 그 제방이 마침 성과 같았다 ...."고 적어 제방의 축성 내력을 알 수 있다. 또 『상산지』임수조(林藪條)에 "율수는 주 동쪽 5리에 있다.
옛이야기에 읍기(邑基) 서쪽에 있는 산의 형상이 지네와 같아 이를 제독하기 위하여 서로 바라보는 곳에 밤나무를 심었다"라는 기록으로 보아 제방에 밤나무를 심은 것은 풍수지리학적으로 서쪽에 있는 산이 지네의 형상이라 조공제의 자리에 지네가 싫어하는 밤나무를 심은 것으로 볼 수 있다.

## 참고 자료
- 상주조공제 - 국가유산청 국가유산포털